# Is This the World We Created...?
Is This the World We Created...? es una canción del grupo de rock británico Queen, incluida en su décimo álbum de estudio titulado The Works y lanzado en 1984, como novena y última pista de este. Además el tema fue incluido como lado B del sencillo It's a Hard Life, lanzado al mercado en 1984.

## Historia
El álbum concluye con "Is This the World We Created ...?", que fue escrita por Mercury y May después de que los dos vieran o vieron una transmisión de noticias sobre la pobreza en África cuando estaban en Múnich. La canción fue grabada con una guitarra Ovation, pero aunque cuando tocó en las presentaciones en vivo fue tocada por Brian May, usó la guitarra de cuerdas de nylon Gibson Chet Atkins CE de perteneciente a Roger Taylor. La canción fue interpretada y fue tocada en el Live Aid como un bis, con instrumentos y arreglos adicionales en la última parte; los cambios también estuvieron presentes en la línea vocal. Un mes antes de su aparición en Live Aid, "¿Is This the World We Created ...?" fue la contribución de Queen a la compilación de varios artistas Greenpeace - The Album. Mercury escribió la mayoría de las letras y May escribió los acordes e hizo pequeñas contribuciones líricas. Al principio se rastreó y usó un piano en las sesiones de grabación o en las grabaciones de esta canción, pero finalmente no se incluyó, y fue descartado en la mezcla final. Originalmente, se suponía que la composición de Mercury, "There Must Be More to Life than This" (que existía desde las sesiones de Hot Space y finalmente terminó en su álbum en solitario Mr. Bad Guy) era la última canción del álbum. La canción fue escrita en la clave de si menor, pero la grabación suena un semitono más bajo.

## Temática
El tema principal de la canción es cómo algunos o algunas personas están arruinando el mundo, y también sobre el hambre y sufrimiento que hay en este. Fue principalmente escrita por Freddie Mercury, pero también contó con la colaboración del guitarrista de Queen Brian May.

## Créditos
- Escrita por: Freddie Mercury y Brian May
- Producida por: Queen y Mack
- Músicos:

- Freddie Mercury: voz principal
- Brian May: Guitarra acústica

## Versiones
En 1988, Elaine Paige realizó una versión del tema para su disco "The Queen Album". En 2008 la líder de The Corrs, Andrea Corr, interpretó dos veces el tema con el miembro de Queen Brian May en el 90 cumpleaños de Nelson Mandela en Hyde Park de Londres y en el Festival 46664.